# سام إس. ووكر
سام إس. ووكر (بالإنجليزية: Sam S. Walker)‏ هو عسكري أمريكي، ولد في 31 يوليو 1925 في West Point, New York ‏ في الولايات المتحدة، وتوفي في 8 أغسطس 2015 في تشارلوت في الولايات المتحدة.